# 張宗之
張宗之（428年—496年），字益宗，河南郡巩縣（今河南省巩义市）人，北魏宦官。

## 生平
張宗之的父親張孟舒因參與反北魏之舉，連累張宗之被俘，張宗之被俘後入宮當宦官。張宗之曾任侍御中散、右將軍、中常侍、散騎常侍、寧西將軍、鎮東將軍、內都大官等職位，亦曾在地方擔任東雍州及冀州刺史，被封為巩縣侯及彭城公，死後被追謚號為「敬」。

## 延伸阅读
[在维基数据编辑]
 《魏書·卷94》，出自魏收《魏书》
 《北史·卷092》，出自李延壽《北史》